# Volksgeist

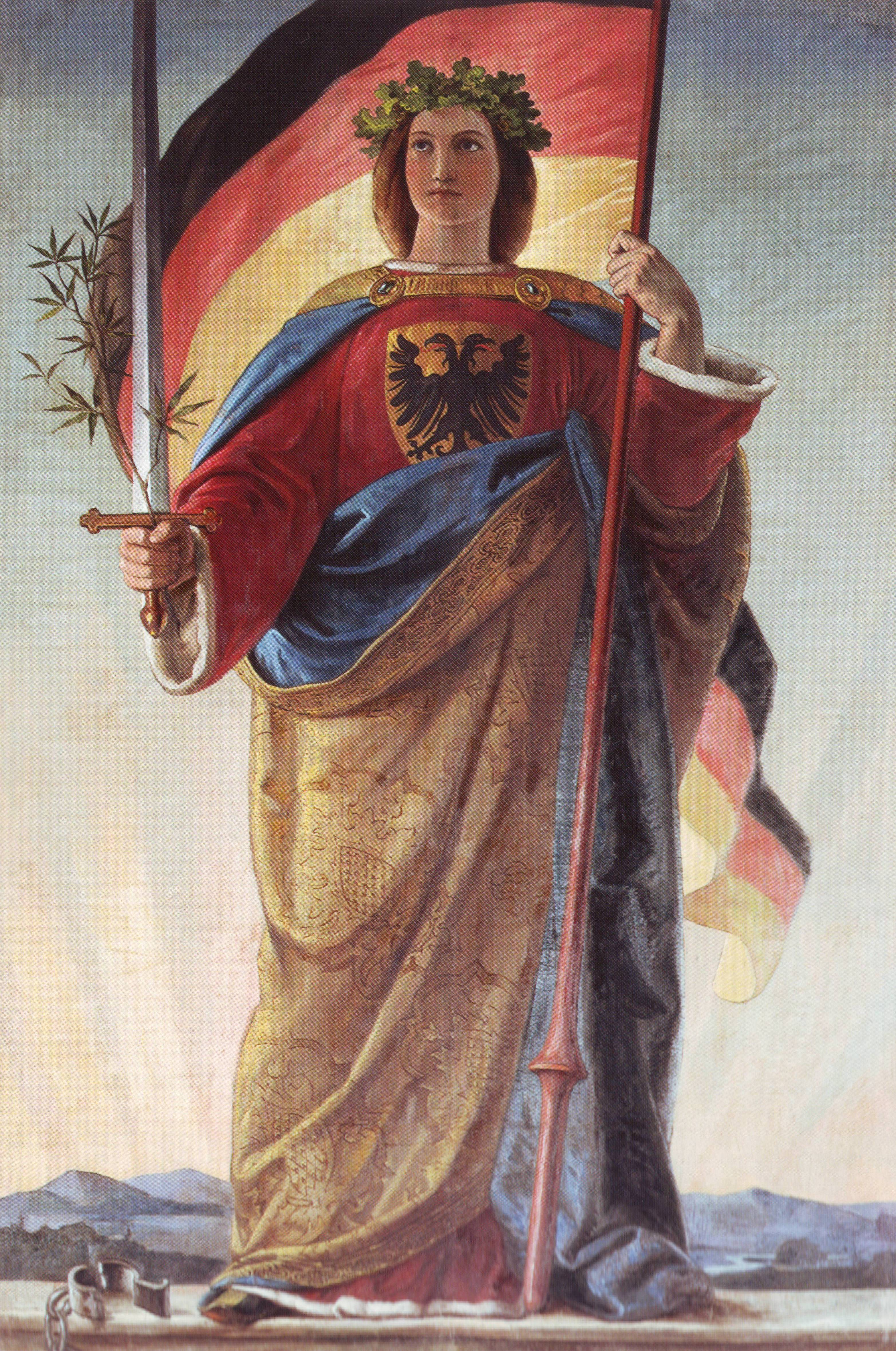
Personificazione nazionale della Germania (1848)

Volksgeist è un termine tedesco (da Volk = popolo + Geist = spirito) che significa spirito del popolo o della nazione.

## Origine del termine
Il concetto fu introdotto dal filosofo, teologo e letterato romantico Johann Gottfried Herder (1744-1803) nel saggio del 1774 Auch eine Philosophie der Geschichte (Ancora una filosofia della storia per l'educazione dell'umanità), dove usava espressioni come Geist des Volkes, Geist der Nation, Nationalgeist, Genius des Volkes e Nationalcharakter.
Come nuovo conio, il termine effettivo Volksgeist compare per la prima volta nel 1801 in Hegel (1770-1831).

## Storia del concetto

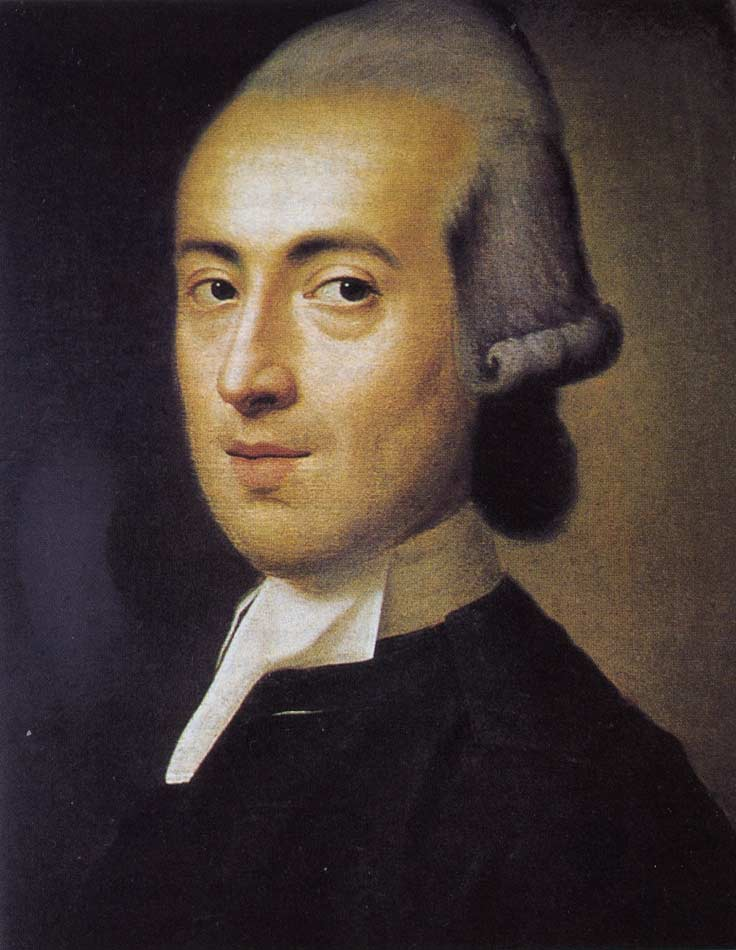
Johann Gottfried Herder

Radicalizzando la teoria di Montesquieu (1689-1755) espressa nel De l'esprit des lois (Lo spirito delle leggi, 1748), oltre ad attingere alla filosofia della storia di Giambattista Vico e Gotthold Ephraim Lessing, Herder sosteneva che tutte le nazioni della terra possedevano ognuna un modo peculiare di esistere e di evolversi che le rendeva uniche e dotate di caratteristiche diverse dalle altre. Si osservi che l'idea originale di Herder era universale: in origine il Volksgeist non è una prerogativa del solo popolo tedesco, sebbene in ogni popolo assuma caratteristiche diverse.
Nella storiografia romantica del XIX secolo il concetto di Volksgeist venne ulteriormente rielaborato, verso la formulazione di una sorta di religione politica. Nella Germania del periodo precedente la nascita della nazione venne sviluppato da un certo numero di intellettuali nazionalisti tedeschi fra cui il giurista Savigny (1779–1861) e il filosofo Fichte (1762–1814). 
Savigny fondò la scuola storica del diritto che si opponeva alla codificazione di leggi statiche, perché la giurisprudenza nasceva per lui dallo spirito del popolo, e quindi doveva seguirne lo sviluppo storico.
Gli autori di questo periodo discutevano anche sulla modalità di acquisizione del Volksgeist, che poteva essere inteso come concetto bio-culturale, cioè quale fatto culturale ma anche biologico: per taluni esso veniva ricevuto attraverso il sangue, per altri con la pratica della lingua tedesca, per altri ancora dalla terra natia o di residenza. Scriveva così Fichte nel suo Reden an die deutsche Nation (Discorsi alla nazione tedesca, 1807-1808):
Si trattava di un dibattito animato in ogni caso da una mentalità tipicamente romantica, comune non solo ai pensatori tedeschi ma anche ad esempio al savoiardo De Maistre, la quale concepiva i popoli e le nazioni alla stregua di veri e propri organismi viventi. Così anche Gustav Freytag:
(Gustav Freytag, Bilder aus der deutschem Vergangenheit, trad. it., Quadri del passato tedesco, 1867)

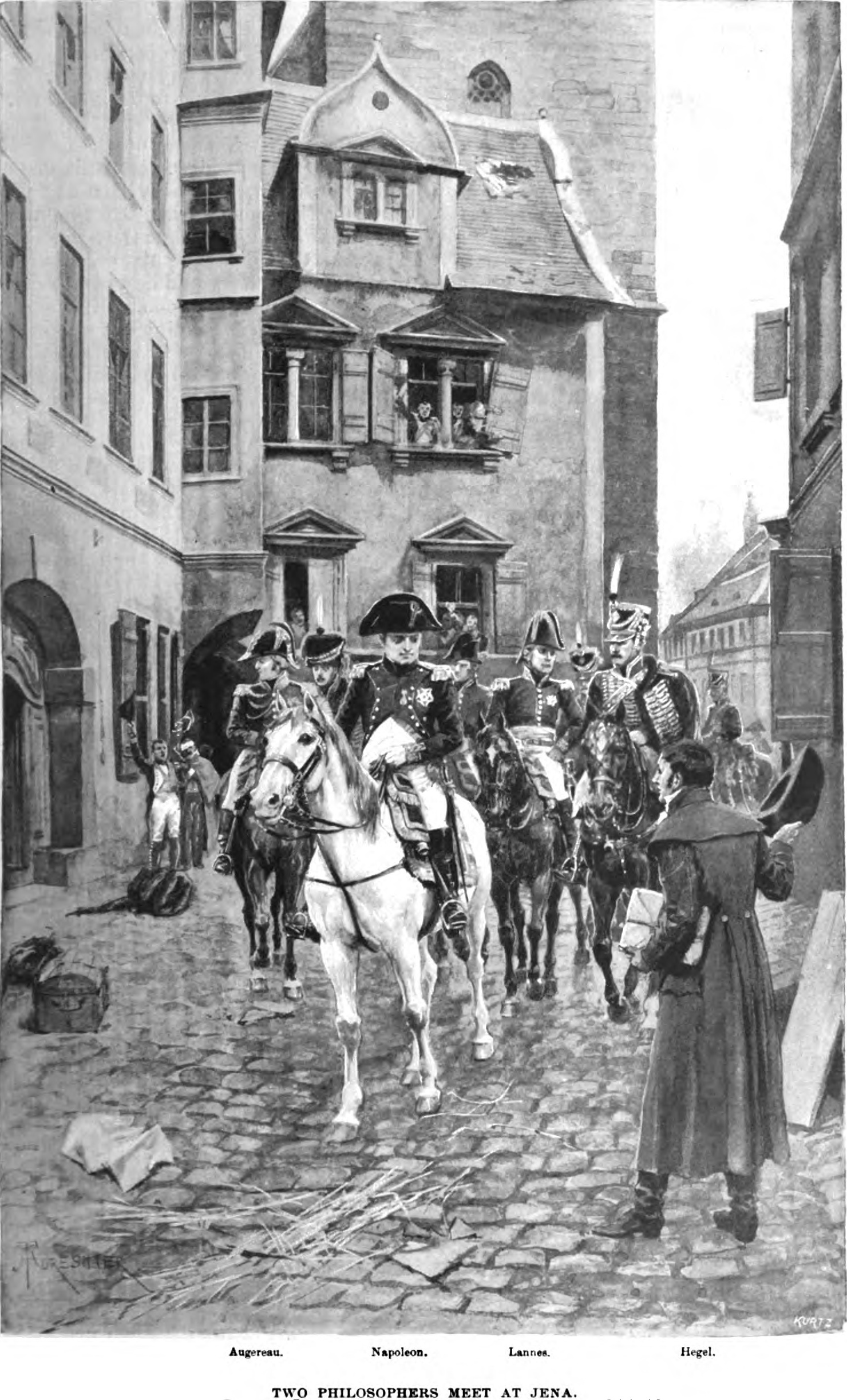
Hegel e Napoleone a Jena (illustrazione da Harper's Magazine, 1895)

Il termine fu adottato in particolare da Hegel, per indicare un concetto simile a quello di Weltseele («anima del mondo»), ma non tanto nel senso di principio animatore della natura, quanto piuttosto come forza invisibile che alimenta la storia mondiale (Weltgeist), a cui sottostanno i vari spiriti nazionali, che possono andare soggetti a esaurimento o consumazione. È rimasta proverbiale la descrizione di Napoleone da parte di Hegel come «l'anima del mondo a cavallo» (die Weltseele zu Pferde):
(Hegel, in una lettera del 13 ottobre 1806, vigilia della battaglia di Jena, all'amico Friedrich Immanuel Niethammer)
In seguito, le interpretazioni mitologiche dell'idea di Volksgeist la fecero diventare una bandiera per tendenze nazionalistiche durante la prima guerra mondiale, talora con connotazioni razziali. Fu quest'associazione che, probabilmente più d'ogni altra cosa, condusse all'improvviso declino della rispettabilità intellettuale di tale concetto al termine della seconda guerra mondiale.
Il concetto ha stimolato tuttavia anche studi e interessi verso la espressioni tipiche del folclore e della cultura popolare in cui si manifesta più chiaramente lo spirito di una tradizione, dando luogo alla nascita di una «scienza folklorica» in ambito antropologico.

### Personificazione del luogo

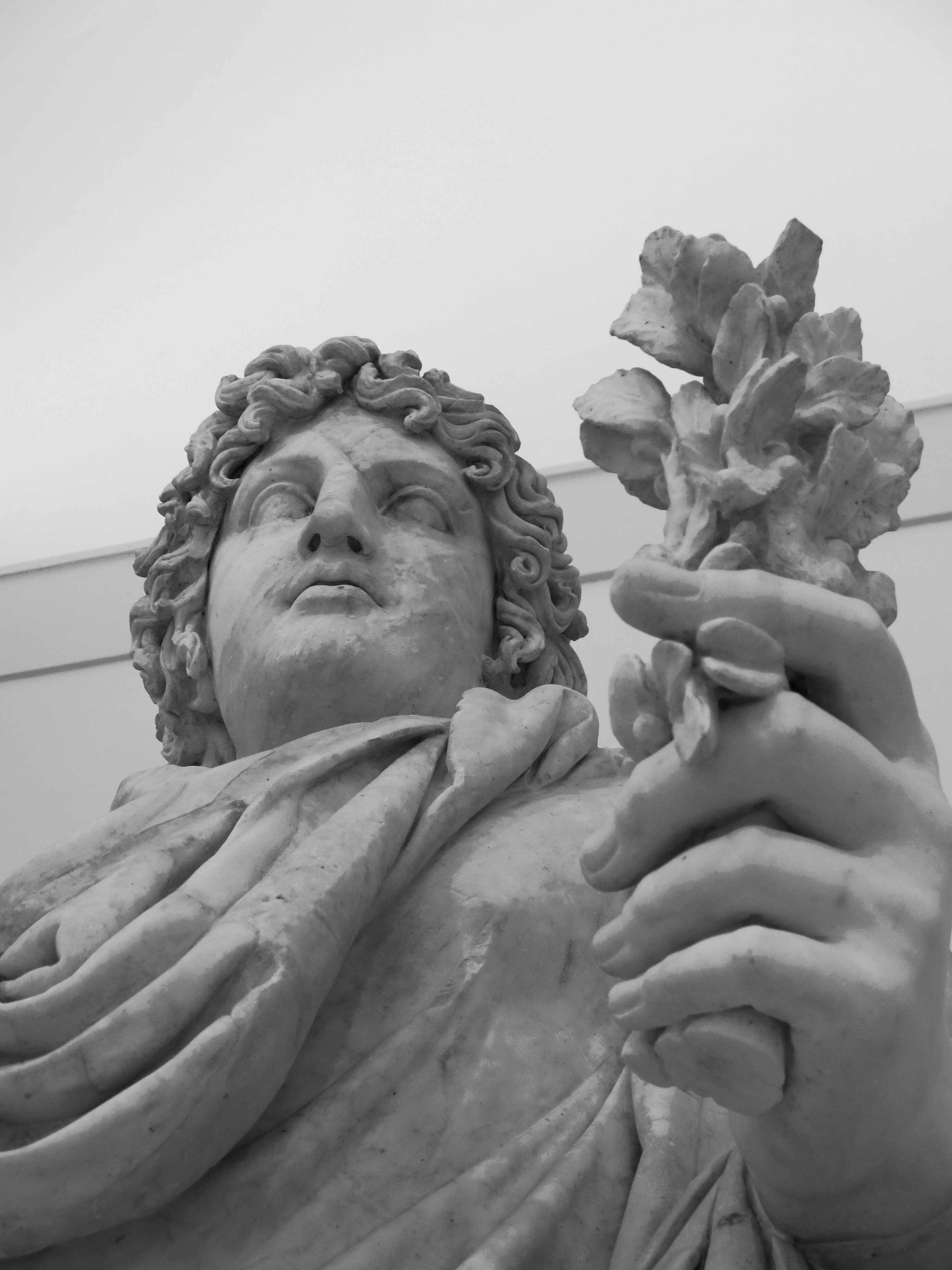
Scultura del Genius populi venerato dai Romani come proprio spirito tutelare (Napoli, Museo archeologico)

Oltre che un concetto filosofico, il termine ha assunto dunque connotazioni mitologiche, folcloriche ed esoteriche, che ne fanno una divinità o personificazione del luogo, affine a quello spirito chiamato dai latini Genius loci, e che coesiste inoltre con lo Zeitgeist, cioè lo spirito del tempo.
Nella prospettiva antroposofica di Rudolf Steiner, ad esempio, lo spirito del popolo viene identificato con quello che nell'angelologia cristiana si definiva arcangelo. Per Steiner l'arcangelo incarna ed assomma in sé tutte le caratteristiche e le qualità comuni ad una tribù, una stirpe familiare, e in senso esteso un popolo. Esiste così un arcangelo nazionale italiano, tedesco, spagnolo, ecc. che come una nube spirituale aleggia sopra i confini territoriali del popolo che gli corrisponde. Come ogni uomo è condizionato dallo spirito del tempo in cui vive, spirito appartenente alla schiera angelica dei principati situata ad un gradino superiore, così lo stesso uomo è condizionato dal suo arcangelo di popolo, che gli infonde abitudini, temperamenti e modi di esprimersi tipici del gruppo cui appartiene.
Questi condizionamenti tuttavia non sono in contraddizione col libero arbitrio, dato che ogni essere umano per Steiner possiede la capacità di pensare e di conoscere ciò che sembra determinarlo. Prendendo consapevolezza di quella che è la "missione" del suo popolo, l'uomo si rende progressivamente libero, e così facendo consente allo stesso arcangelo di evolversi, aiutandolo a sviluppare e ad accrescere la sua coscienza di sé. Le usanze e le norme di comportamento ricevute dalla comunità non servono all'uomo che come mezzo per esplicare la sua libera individualità, come materia a cui dare una forma.
Ogni persona è chiamata quindi a trovare il luogo dove la sua azione all'interno dell'organismo etnico possa esercitarsi nel modo più fecondo. Le istituzioni statali e le costituzioni devono appunto prefiggersi lo scopo di favorire questa libera espressione. Steiner condivide in proposito la convinzione di Goethe, cioè che il capo di un popolo dovrebbe saper arrivare a conoscere l'intima essenza di esso, anche per impedire tendenze contrarie alla sua natura, difendendo se necessario l'anima del popolo dal popolo stesso.
(Rudolf Steiner, Le opere scientifiche di Goethe, IX, § 5, pp. 94-95, Milano, Fratelli Bocca Editori, 1944)